# Piaggio Zip
Il Piaggio Zip è uno scooter prodotto dalla casa motociclistica italiana Piaggio dal 1992.

## Storia
Lo Zip debutta nel 1992, i principali componenti erano prodotti a Pontedera e l’assemblaggio finale avveniva negli stabilimenti spagnoli Piaggio Moto Vespa SA per essere distribuito in tutta Europa; era originariamente raffreddato ad aria e dotato di forcella telescopica e due freni a tamburo mentre lo Zip Fast Rider era dotato di freno a disco anteriore.
Nel 1996 nacque lo Zip SP, versione sportiva raffreddata a liquido e con un frontale totalmente differente. Nello stesso periodo anche lo Zip Fast Rider fu presentato con un'estetica nuova. Nel 1999 lo Zip viene dotato di freno a disco anteriore. Era disponibile anche una versione elettrica chiamata Zip & Zip Bimodale, prodotta dal 1994 al 1997.
Un modello simile allo Zip Fast Rider fu commercializzato da Gilera con il nome Easy Moving.

### Zip 2000
Al Motor Show nel dicembre 1999 viene presentato il nuovo modello che verrà introdotto nel mercato nella primavera del 2000.
Il nuovo modello presenta una carrozzeria ridisegnata e festeggia gli oltre 500 mila esemplari venduti dal debutto. La produzione viene spostata a Pontedera.
La nuova serie era disponibile con il 50 cm³ HiPer2 a due tempi con catalizzatore, nuovo quattro tempi HiPer4 50 cm³ e il top di gamma 125 cm³ Leader quattro tempi oltre ad una versione elettrica con due modalità di guida (“standard” con velocità massima di 45 km/h ed “eco” con velocità limitata a 30 km/h) e sistema di recupero dell’energia in frenata. Tutti i motori a benzina vengono omologati Euro 1.
Nel maggio 2001 viene introdotto lo Zip SP H2O, versione sportiva con raffreddamento a liquido basata sul nuovo Zip che presenta una estetica specifica con il nuovo frontale con ampia mascherina a V e prese d’aria nella parte superiore oltre livrea specifica.
Nel 2003 il motore 125 esce di produzione e i vari modelli 50 vengono omologati Euro 2. Nel 2006 alla cilindrata 50 si aggiunse il 100 cm³ HiPer4 quattro tempi.
Dal 2018, a causa dell'omologazione Euro 4, lo Zip è disponibile unicamente con motore a quattro tempi da 50 cm³.

## Caratteristiche tecniche (Zip 2000)
| Caratteristiche tecniche - Piaggio Zip 50 (2T) | Caratteristiche tecniche - Piaggio Zip 50 (2T)                                       | Caratteristiche tecniche - Piaggio Zip 50 (2T)                                       | Caratteristiche tecniche - Piaggio Zip 50 (2T)                                       | Caratteristiche tecniche - Piaggio Zip 50 (2T)                                       | Caratteristiche tecniche - Piaggio Zip 50 (2T)                                       |
| Dimensioni e pesi                              | Dimensioni e pesi                                                                    | Dimensioni e pesi                                                                    | Dimensioni e pesi                                                                    | Dimensioni e pesi                                                                    | Dimensioni e pesi                                                                    |
| ---------------------------------------------- | ------------------------------------------------------------------------------------ | ------------------------------------------------------------------------------------ | ------------------------------------------------------------------------------------ | ------------------------------------------------------------------------------------ | ------------------------------------------------------------------------------------ |
| Ingombri (lungh.×largh.×alt.)                  | 1670 × 680 × ? mm                                                                    | 1670 × 680 × ? mm                                                                    | 1670 × 680 × ? mm                                                                    | 1670 × 680 × ? mm                                                                    | 1670 × 680 × ? mm                                                                    |
| Altezze                                        | Sella: da 750 a 780 mm                                                               | Sella: da 750 a 780 mm                                                               | Sella: da 750 a 780 mm                                                               | Sella: da 750 a 780 mm                                                               | Sella: da 750 a 780 mm                                                               |
| Interasse: 1215 mm                             | Interasse: 1215 mm                                                                   | Massa a vuoto: 80 kg                                                                 | Massa a vuoto: 80 kg                                                                 | Serbatoio: 7,6 l                                                                     | Serbatoio: 7,6 l                                                                     |
| Meccanica                                      |                                                                                      |                                                                                      |                                                                                      |                                                                                      |                                                                                      |
| Tipo motore: Monocilindrico a 2 tempi          | Tipo motore: Monocilindrico a 2 tempi                                                | Tipo motore: Monocilindrico a 2 tempi                                                | Tipo motore: Monocilindrico a 2 tempi                                                | Raffreddamento: ad aria forzata                                                      | Raffreddamento: ad aria forzata                                                      |
| Cilindrata                                     | 49,4 cm³ (Alesaggio 40 × Corsa 39.3 mm)                                              | 49,4 cm³ (Alesaggio 40 × Corsa 39.3 mm)                                              | 49,4 cm³ (Alesaggio 40 × Corsa 39.3 mm)                                              | 49,4 cm³ (Alesaggio 40 × Corsa 39.3 mm)                                              | 49,4 cm³ (Alesaggio 40 × Corsa 39.3 mm)                                              |
| Distribuzione:                                 | Distribuzione:                                                                       | Distribuzione:                                                                       | Alimentazione: a carburatore                                                         | Alimentazione: a carburatore                                                         | Alimentazione: a carburatore                                                         |
| Potenza: 3,3kW a 7.250 giri                    | Potenza: 3,3kW a 7.250 giri                                                          | Coppia:                                                                              | Coppia:                                                                              | Rapporto di compressione: 9,9:1                                                      | Rapporto di compressione: 9,9:1                                                      |
| Frizione: centrifuga                           | Frizione: centrifuga                                                                 | Frizione: centrifuga                                                                 | Cambio: Variatore automatico CVT                                                     | Cambio: Variatore automatico CVT                                                     | Cambio: Variatore automatico CVT                                                     |
| Accensione                                     | elettronica CDI (anticipo fisso)                                                     | elettronica CDI (anticipo fisso)                                                     | elettronica CDI (anticipo fisso)                                                     | elettronica CDI (anticipo fisso)                                                     | elettronica CDI (anticipo fisso)                                                     |
| Trasmissione                                   | ingranaggi                                                                           | ingranaggi                                                                           | ingranaggi                                                                           | ingranaggi                                                                           | ingranaggi                                                                           |
| Avviamento                                     | elettrico e a pedale                                                                 | elettrico e a pedale                                                                 | elettrico e a pedale                                                                 | elettrico e a pedale                                                                 | elettrico e a pedale                                                                 |
| Ciclistica                                     |                                                                                      |                                                                                      |                                                                                      |                                                                                      |                                                                                      |
| Telaio                                         | Tubolare in acciaio                                                                  | Tubolare in acciaio                                                                  | Tubolare in acciaio                                                                  | Tubolare in acciaio                                                                  | Tubolare in acciaio                                                                  |
| Sospensioni                                    | Anteriore: Forcella telescopica con steli da 30 mm / Posteriore: Mono ammortizzatore | Anteriore: Forcella telescopica con steli da 30 mm / Posteriore: Mono ammortizzatore | Anteriore: Forcella telescopica con steli da 30 mm / Posteriore: Mono ammortizzatore | Anteriore: Forcella telescopica con steli da 30 mm / Posteriore: Mono ammortizzatore | Anteriore: Forcella telescopica con steli da 30 mm / Posteriore: Mono ammortizzatore |
| Freni                                          | Anteriore: a disco da 175 mm / Posteriore: a tamburo da 110 mm                       | Anteriore: a disco da 175 mm / Posteriore: a tamburo da 110 mm                       | Anteriore: a disco da 175 mm / Posteriore: a tamburo da 110 mm                       | Anteriore: a disco da 175 mm / Posteriore: a tamburo da 110 mm                       | Anteriore: a disco da 175 mm / Posteriore: a tamburo da 110 mm                       |
| Pneumatici                                     | anteriore: 100/80-10 - posteriore: 120/70-10                                         | anteriore: 100/80-10 - posteriore: 120/70-10                                         | anteriore: 100/80-10 - posteriore: 120/70-10                                         | anteriore: 100/80-10 - posteriore: 120/70-10                                         | anteriore: 100/80-10 - posteriore: 120/70-10                                         |
| Prestazioni dichiarate                         |                                                                                      |                                                                                      |                                                                                      |                                                                                      |                                                                                      |
| Velocità massima                               | 45 km/h                                                                              | 45 km/h                                                                              | 45 km/h                                                                              | 45 km/h                                                                              | 45 km/h                                                                              |
| Consumo                                        | 25km/l                                                                               | 25km/l                                                                               | 25km/l                                                                               | 25km/l                                                                               | 25km/l                                                                               |
| Altro                                          |                                                                                      |                                                                                      |                                                                                      |                                                                                      |                                                                                      |
| Omologazione                                   | Euro II                                                                              | Euro II                                                                              | Euro II                                                                              | Euro II                                                                              | Euro II                                                                              |
| Fonte dei dati:                                |                                                                                      |                                                                                      |                                                                                      |                                                                                      |                                                                                      |

| Caratteristiche tecniche - Piaggio Zip 50 (4T) | Caratteristiche tecniche - Piaggio Zip 50 (4T)                                       | Caratteristiche tecniche - Piaggio Zip 50 (4T)                                       | Caratteristiche tecniche - Piaggio Zip 50 (4T)                                       | Caratteristiche tecniche - Piaggio Zip 50 (4T)                                       | Caratteristiche tecniche - Piaggio Zip 50 (4T)                                       |
| Dimensioni e pesi                              | Dimensioni e pesi                                                                    | Dimensioni e pesi                                                                    | Dimensioni e pesi                                                                    | Dimensioni e pesi                                                                    | Dimensioni e pesi                                                                    |
| ---------------------------------------------- | ------------------------------------------------------------------------------------ | ------------------------------------------------------------------------------------ | ------------------------------------------------------------------------------------ | ------------------------------------------------------------------------------------ | ------------------------------------------------------------------------------------ |
| Ingombri (lungh.×largh.×alt.)                  | 1690 × 680 × ? mm                                                                    | 1690 × 680 × ? mm                                                                    | 1690 × 680 × ? mm                                                                    | 1690 × 680 × ? mm                                                                    | 1690 × 680 × ? mm                                                                    |
| Altezze                                        | Sella: da 750 a 780 mm                                                               | Sella: da 750 a 780 mm                                                               | Sella: da 750 a 780 mm                                                               | Sella: da 750 a 780 mm                                                               | Sella: da 750 a 780 mm                                                               |
| Interasse: 1215 mm                             | Interasse: 1215 mm                                                                   | Massa a vuoto: 87 kg                                                                 | Massa a vuoto: 87 kg                                                                 | Serbatoio: 7,3 l                                                                     | Serbatoio: 7,3 l                                                                     |
| Meccanica                                      |                                                                                      |                                                                                      |                                                                                      |                                                                                      |                                                                                      |
| Tipo motore: Monocilindrico a 4 tempi          | Tipo motore: Monocilindrico a 4 tempi                                                | Tipo motore: Monocilindrico a 4 tempi                                                | Tipo motore: Monocilindrico a 4 tempi                                                | Raffreddamento: ad aria                                                              | Raffreddamento: ad aria                                                              |
| Cilindrata                                     | 49,9 cm³ (Alesaggio 39 × Corsa 41,8 mm)                                              | 49,9 cm³ (Alesaggio 39 × Corsa 41,8 mm)                                              | 49,9 cm³ (Alesaggio 39 × Corsa 41,8 mm)                                              | 49,9 cm³ (Alesaggio 39 × Corsa 41,8 mm)                                              | 49,9 cm³ (Alesaggio 39 × Corsa 41,8 mm)                                              |
| Distribuzione:                                 | Distribuzione:                                                                       | Distribuzione:                                                                       | Alimentazione: a carburatore                                                         | Alimentazione: a carburatore                                                         | Alimentazione: a carburatore                                                         |
| Potenza: 3,5 CV a 7.000 rpm                    | Potenza: 3,5 CV a 7.000 rpm                                                          | Coppia: 3,7 N m a 6.750 rpm                                                          | Coppia: 3,7 N m a 6.750 rpm                                                          | Rapporto di compressione: 11,7:1                                                     | Rapporto di compressione: 11,7:1                                                     |
| Frizione: centrifuga                           | Frizione: centrifuga                                                                 | Frizione: centrifuga                                                                 | Cambio: Variatore automatico CVT                                                     | Cambio: Variatore automatico CVT                                                     | Cambio: Variatore automatico CVT                                                     |
| Accensione                                     | elettronica CDI (anticipo fisso)                                                     | elettronica CDI (anticipo fisso)                                                     | elettronica CDI (anticipo fisso)                                                     | elettronica CDI (anticipo fisso)                                                     | elettronica CDI (anticipo fisso)                                                     |
| Trasmissione                                   | ingranaggi                                                                           | ingranaggi                                                                           | ingranaggi                                                                           | ingranaggi                                                                           | ingranaggi                                                                           |
| Avviamento                                     | elettrico e a pedale                                                                 | elettrico e a pedale                                                                 | elettrico e a pedale                                                                 | elettrico e a pedale                                                                 | elettrico e a pedale                                                                 |
| Ciclistica                                     |                                                                                      |                                                                                      |                                                                                      |                                                                                      |                                                                                      |
| Telaio                                         | Tubolare in acciaio                                                                  | Tubolare in acciaio                                                                  | Tubolare in acciaio                                                                  | Tubolare in acciaio                                                                  | Tubolare in acciaio                                                                  |
| Sospensioni                                    | Anteriore: Forcella telescopica con steli da 30 mm / Posteriore: Mono ammortizzatore | Anteriore: Forcella telescopica con steli da 30 mm / Posteriore: Mono ammortizzatore | Anteriore: Forcella telescopica con steli da 30 mm / Posteriore: Mono ammortizzatore | Anteriore: Forcella telescopica con steli da 30 mm / Posteriore: Mono ammortizzatore | Anteriore: Forcella telescopica con steli da 30 mm / Posteriore: Mono ammortizzatore |
| Freni                                          | Anteriore: a disco da 175 mm / Posteriore: a tamburo da 110 mm                       | Anteriore: a disco da 175 mm / Posteriore: a tamburo da 110 mm                       | Anteriore: a disco da 175 mm / Posteriore: a tamburo da 110 mm                       | Anteriore: a disco da 175 mm / Posteriore: a tamburo da 110 mm                       | Anteriore: a disco da 175 mm / Posteriore: a tamburo da 110 mm                       |
| Pneumatici                                     | anteriore: 100/80-10 - posteriore: 120/70-10                                         | anteriore: 100/80-10 - posteriore: 120/70-10                                         | anteriore: 100/80-10 - posteriore: 120/70-10                                         | anteriore: 100/80-10 - posteriore: 120/70-10                                         | anteriore: 100/80-10 - posteriore: 120/70-10                                         |
| Altro                                          |                                                                                      |                                                                                      |                                                                                      |                                                                                      |                                                                                      |
| Omologazione                                   | Euro II                                                                              | Euro II                                                                              | Euro II                                                                              | Euro II                                                                              | Euro II                                                                              |
| Fonte dei dati:                                |                                                                                      |                                                                                      |                                                                                      |                                                                                      |                                                                                      |

| Caratteristiche tecniche - Piaggio Zip 50 SP | Caratteristiche tecniche - Piaggio Zip 50 SP                                 | Caratteristiche tecniche - Piaggio Zip 50 SP                                 | Caratteristiche tecniche - Piaggio Zip 50 SP                                 | Caratteristiche tecniche - Piaggio Zip 50 SP                                 | Caratteristiche tecniche - Piaggio Zip 50 SP                                 |
| Dimensioni e pesi                            | Dimensioni e pesi                                                            | Dimensioni e pesi                                                            | Dimensioni e pesi                                                            | Dimensioni e pesi                                                            | Dimensioni e pesi                                                            |
| -------------------------------------------- | ---------------------------------------------------------------------------- | ---------------------------------------------------------------------------- | ---------------------------------------------------------------------------- | ---------------------------------------------------------------------------- | ---------------------------------------------------------------------------- |
| Ingombri (lungh.×largh.×alt.)                | 1700 × 680 × ? mm                                                            | 1700 × 680 × ? mm                                                            | 1700 × 680 × ? mm                                                            | 1700 × 680 × ? mm                                                            | 1700 × 680 × ? mm                                                            |
| Altezze                                      | Sella: da 750 a 780 mm                                                       | Sella: da 750 a 780 mm                                                       | Sella: da 750 a 780 mm                                                       | Sella: da 750 a 780 mm                                                       | Sella: da 750 a 780 mm                                                       |
| Interasse: 1205 mm                           | Interasse: 1205 mm                                                           | Massa a vuoto: 80 kg                                                         | Massa a vuoto: 80 kg                                                         | Serbatoio: 7,3 l                                                             | Serbatoio: 7,3 l                                                             |
| Meccanica                                    |                                                                              |                                                                              |                                                                              |                                                                              |                                                                              |
| Tipo motore: Monocilindrico a 2 tempi        | Tipo motore: Monocilindrico a 2 tempi                                        | Tipo motore: Monocilindrico a 2 tempi                                        | Tipo motore: Monocilindrico a 2 tempi                                        | Raffreddamento: a liquido                                                    | Raffreddamento: a liquido                                                    |
| Cilindrata                                   | 49,4 cm³ (Alesaggio 40,0 × Corsa 39,3 mm)                                    | 49,4 cm³ (Alesaggio 40,0 × Corsa 39,3 mm)                                    | 49,4 cm³ (Alesaggio 40,0 × Corsa 39,3 mm)                                    | 49,4 cm³ (Alesaggio 40,0 × Corsa 39,3 mm)                                    | 49,4 cm³ (Alesaggio 40,0 × Corsa 39,3 mm)                                    |
| Distribuzione:                               | Distribuzione:                                                               | Distribuzione:                                                               | Alimentazione: a carburatore                                                 | Alimentazione: a carburatore                                                 | Alimentazione: a carburatore                                                 |
| Potenza: 4,8 CV a 7.250 giri/min             | Potenza: 4,8 CV a 7.250 giri/min                                             | Coppia: 4,8 N m a 6.750 rpm                                                  | Coppia: 4,8 N m a 6.750 rpm                                                  | Rapporto di compressione: 11,7:1                                             | Rapporto di compressione: 11,7:1                                             |
| Frizione: centrifuga                         | Frizione: centrifuga                                                         | Frizione: centrifuga                                                         | Cambio: Variatore automatico CVT                                             | Cambio: Variatore automatico CVT                                             | Cambio: Variatore automatico CVT                                             |
| Accensione                                   | elettronica CDI (anticipo fisso)                                             | elettronica CDI (anticipo fisso)                                             | elettronica CDI (anticipo fisso)                                             | elettronica CDI (anticipo fisso)                                             | elettronica CDI (anticipo fisso)                                             |
| Trasmissione                                 | ingranaggi                                                                   | ingranaggi                                                                   | ingranaggi                                                                   | ingranaggi                                                                   | ingranaggi                                                                   |
| Avviamento                                   | elettrico e a pedale                                                         | elettrico e a pedale                                                         | elettrico e a pedale                                                         | elettrico e a pedale                                                         | elettrico e a pedale                                                         |
| Ciclistica                                   |                                                                              |                                                                              |                                                                              |                                                                              |                                                                              |
| Telaio                                       | Tubolare in acciaio                                                          | Tubolare in acciaio                                                          | Tubolare in acciaio                                                          | Tubolare in acciaio                                                          | Tubolare in acciaio                                                          |
| Sospensioni                                  | Anteriore: Forcella a braccetto oscillante / Posteriore: Mono ammortizzatore | Anteriore: Forcella a braccetto oscillante / Posteriore: Mono ammortizzatore | Anteriore: Forcella a braccetto oscillante / Posteriore: Mono ammortizzatore | Anteriore: Forcella a braccetto oscillante / Posteriore: Mono ammortizzatore | Anteriore: Forcella a braccetto oscillante / Posteriore: Mono ammortizzatore |
| Freni                                        | Anteriore: a disco da 200 mm / Posteriore: a tamburo da 110 mm               | Anteriore: a disco da 200 mm / Posteriore: a tamburo da 110 mm               | Anteriore: a disco da 200 mm / Posteriore: a tamburo da 110 mm               | Anteriore: a disco da 200 mm / Posteriore: a tamburo da 110 mm               | Anteriore: a disco da 200 mm / Posteriore: a tamburo da 110 mm               |
| Pneumatici                                   | anteriore: 100/80-10 - posteriore: 120/70-10                                 | anteriore: 100/80-10 - posteriore: 120/70-10                                 | anteriore: 100/80-10 - posteriore: 120/70-10                                 | anteriore: 100/80-10 - posteriore: 120/70-10                                 | anteriore: 100/80-10 - posteriore: 120/70-10                                 |
| Altro                                        |                                                                              |                                                                              |                                                                              |                                                                              |                                                                              |
| Omologazione                                 | Euro II                                                                      | Euro II                                                                      | Euro II                                                                      | Euro II                                                                      | Euro II                                                                      |
| Fonte dei dati:                              |                                                                              |                                                                              |                                                                              |                                                                              |                                                                              |

| Caratteristiche tecniche - Piaggio Zip 100 (4T) | Caratteristiche tecniche - Piaggio Zip 100 (4T)                                                      | Caratteristiche tecniche - Piaggio Zip 100 (4T)                                                      | Caratteristiche tecniche - Piaggio Zip 100 (4T)                                                      | Caratteristiche tecniche - Piaggio Zip 100 (4T)                                                      | Caratteristiche tecniche - Piaggio Zip 100 (4T)                                                      |
| Dimensioni e pesi                               | Dimensioni e pesi                                                                                    | Dimensioni e pesi                                                                                    | Dimensioni e pesi                                                                                    | Dimensioni e pesi                                                                                    | Dimensioni e pesi                                                                                    |
| ----------------------------------------------- | --- | --- | --- | --- | --- |
| Ingombri (lungh.×largh.×alt.)                   | 1690 × 680 × ? mm                                                                                    | 1690 × 680 × ? mm                                                                                    | 1690 × 680 × ? mm                                                                                    | 1690 × 680 × ? mm                                                                                    | 1690 × 680 × ? mm                                                                                    |
| Altezze                                         | Sella: da 750 a 765 a 780 mm                                                                         | Sella: da 750 a 765 a 780 mm                                                                         | Sella: da 750 a 765 a 780 mm                                                                         | Sella: da 750 a 765 a 780 mm                                                                         | Sella: da 750 a 765 a 780 mm                                                                         |
| Interasse: 1215 mm                              | Interasse: 1215 mm                                                                                   | Massa a vuoto: 89 kg                                                                                 | Massa a vuoto: 89 kg                                                                                 | Serbatoio: 7,3 l                                                                                     | Serbatoio: 7,3 l                                                                                     |
| Meccanica                                       | | | | | |
| Tipo motore: Monocilindrico a 4 tempi           | Tipo motore: Monocilindrico a 4 tempi                                                                | Tipo motore: Monocilindrico a 4 tempi                                                                | Tipo motore: Monocilindrico a 4 tempi                                                                | Raffreddamento: ad aria forzata                                                                      | Raffreddamento: ad aria forzata                                                                      |
| Cilindrata                                      | 96,2 cm³ (Alesaggio 50 × Corsa 49 mm)                                                                | 96,2 cm³ (Alesaggio 50 × Corsa 49 mm)                                                                | 96,2 cm³ (Alesaggio 50 × Corsa 49 mm)                                                                | 96,2 cm³ (Alesaggio 50 × Corsa 49 mm)                                                                | 96,2 cm³ (Alesaggio 50 × Corsa 49 mm)                                                                |
| Distribuzione: SOHC 2 valvole per cilindro      | Distribuzione: SOHC 2 valvole per cilindro                                                           | Distribuzione: SOHC 2 valvole per cilindro                                                           | Alimentazione: a carburatore                                                                         | Alimentazione: a carburatore                                                                         | Alimentazione: a carburatore                                                                         |
| Potenza: 6,4 CV a 6.750 rpm                     | Potenza: 6,4 CV a 6.750 rpm                                                                          | Coppia: 6,5 N m a 5.500 rpm                                                                          | Coppia: 6,5 N m a 5.500 rpm                                                                          | Rapporto di compressione: 11:1                                                                       | Rapporto di compressione: 11:1                                                                       |
| Frizione: centrifuga                            | Frizione: centrifuga                                                                                 | Frizione: centrifuga                                                                                 | Cambio: Variatore automatico CVT                                                                     | Cambio: Variatore automatico CVT                                                                     | Cambio: Variatore automatico CVT                                                                     |
| Accensione                                      | elettronica CDI (anticipo variabile)                                                                 | elettronica CDI (anticipo variabile)                                                                 | elettronica CDI (anticipo variabile)                                                                 | elettronica CDI (anticipo variabile)                                                                 | elettronica CDI (anticipo variabile)                                                                 |
| Trasmissione                                    | ingranaggi                                                                                           | ingranaggi                                                                                           | ingranaggi                                                                                           | ingranaggi                                                                                           | ingranaggi                                                                                           |
| Avviamento                                      | elettrico e a pedale                                                                                 | elettrico e a pedale                                                                                 | elettrico e a pedale                                                                                 | elettrico e a pedale                                                                                 | elettrico e a pedale                                                                                 |
| Ciclistica                                      | | | | | |
| Telaio                                          | Tubolare in acciaio                                                                                  | Tubolare in acciaio                                                                                  | Tubolare in acciaio                                                                                  | Tubolare in acciaio                                                                                  | Tubolare in acciaio                                                                                  |
| Sospensioni                                     | Anteriore: Forcella telescopica con steli da 30 mm / Posteriore: Mono ammortizzatore                 | Anteriore: Forcella telescopica con steli da 30 mm / Posteriore: Mono ammortizzatore                 | Anteriore: Forcella telescopica con steli da 30 mm / Posteriore: Mono ammortizzatore                 | Anteriore: Forcella telescopica con steli da 30 mm / Posteriore: Mono ammortizzatore                 | Anteriore: Forcella telescopica con steli da 30 mm / Posteriore: Mono ammortizzatore                 |
| Freni                                           | Anteriore: a disco da 175 mm / Posteriore: a tamburo da 110 mm                                       | Anteriore: a disco da 175 mm / Posteriore: a tamburo da 110 mm                                       | Anteriore: a disco da 175 mm / Posteriore: a tamburo da 110 mm                                       | Anteriore: a disco da 175 mm / Posteriore: a tamburo da 110 mm                                       | Anteriore: a disco da 175 mm / Posteriore: a tamburo da 110 mm                                       |
| Pneumatici                                      | anteriore: 100/80-10 su cerchi con canale da 2,15"; posteriore: 120/70-10 su cerchi con canale da 3" | anteriore: 100/80-10 su cerchi con canale da 2,15"; posteriore: 120/70-10 su cerchi con canale da 3" | anteriore: 100/80-10 su cerchi con canale da 2,15"; posteriore: 120/70-10 su cerchi con canale da 3" | anteriore: 100/80-10 su cerchi con canale da 2,15"; posteriore: 120/70-10 su cerchi con canale da 3" | anteriore: 100/80-10 su cerchi con canale da 2,15"; posteriore: 120/70-10 su cerchi con canale da 3" |
| Prestazioni dichiarate                          | | | | | |
| Velocità massima                                | 70 km/h                                                                                              | 70 km/h                                                                                              | 70 km/h                                                                                              | 70 km/h                                                                                              | 70 km/h                                                                                              |
| Consumo                                         | Ciclo ECE 47: 35 km/l                                                                                | Ciclo ECE 47: 35 km/l                                                                                | Ciclo ECE 47: 35 km/l                                                                                | Ciclo ECE 47: 35 km/l                                                                                | Ciclo ECE 47: 35 km/l                                                                                |
| Altro                                           | | | | | |
| Omologazione                                    | Euro II                                                                                              | Euro II                                                                                              | Euro II                                                                                              | Euro II                                                                                              | Euro II                                                                                              |
| Fonte dei dati:                                 | | | | | |

| Caratteristiche tecniche - Piaggio Zip 125 (4T) | Caratteristiche tecniche - Piaggio Zip 125 (4T)                                                     | Caratteristiche tecniche - Piaggio Zip 125 (4T)                                                     | Caratteristiche tecniche - Piaggio Zip 125 (4T)                                                     | Caratteristiche tecniche - Piaggio Zip 125 (4T)                                                     | Caratteristiche tecniche - Piaggio Zip 125 (4T)                                                     |
| Dimensioni e pesi                               | Dimensioni e pesi                                                                                   | Dimensioni e pesi                                                                                   | Dimensioni e pesi                                                                                   | Dimensioni e pesi                                                                                   | Dimensioni e pesi                                                                                   |
| ----------------------------------------------- | --------------------------------------------------------------------------------------------------- | --------------------------------------------------------------------------------------------------- | --------------------------------------------------------------------------------------------------- | --------------------------------------------------------------------------------------------------- | --------------------------------------------------------------------------------------------------- |
| Ingombri (lungh.×largh.×alt.)                   | 1695 × 680 × ? mm                                                                                   | 1695 × 680 × ? mm                                                                                   | 1695 × 680 × ? mm                                                                                   | 1695 × 680 × ? mm                                                                                   | 1695 × 680 × ? mm                                                                                   |
| Interasse: 1215 mm                              | Interasse: 1215 mm                                                                                  | Massa a vuoto: 95 kg                                                                                | Massa a vuoto: 95 kg                                                                                | Serbatoio: 7,3 l                                                                                    | Serbatoio: 7,3 l                                                                                    |
| Meccanica                                       | | | | | |
| Tipo motore: Monocilindrico a 4 tempi           | Tipo motore: Monocilindrico a 4 tempi                                                               | Tipo motore: Monocilindrico a 4 tempi                                                               | Tipo motore: Monocilindrico a 4 tempi                                                               | Raffreddamento: ad aria forzata                                                                     | Raffreddamento: ad aria forzata                                                                     |
| Cilindrata                                      | 124,02 cm³ (Alesaggio 57 × Corsa 48,6 mm)                                                           | 124,02 cm³ (Alesaggio 57 × Corsa 48,6 mm)                                                           | 124,02 cm³ (Alesaggio 57 × Corsa 48,6 mm)                                                           | 124,02 cm³ (Alesaggio 57 × Corsa 48,6 mm)                                                           | 124,02 cm³ (Alesaggio 57 × Corsa 48,6 mm)                                                           |
| Potenza: 8,8 Kw a 7.500 rpm                     | Potenza: 8,8 Kw a 7.500 rpm                                                                         | Coppia:                                                                                             | Coppia:                                                                                             | Rapporto di compressione: 10,6:1                                                                    | Rapporto di compressione: 10,6:1                                                                    |
| Frizione: centrifuga                            | Frizione: centrifuga                                                                                | Frizione: centrifuga                                                                                | Cambio: Variatore automatico CVT                                                                    | Cambio: Variatore automatico CVT                                                                    | Cambio: Variatore automatico CVT                                                                    |
| Accensione                                      | elettronica CDI (anticipo variabile)                                                                | elettronica CDI (anticipo variabile)                                                                | elettronica CDI (anticipo variabile)                                                                | elettronica CDI (anticipo variabile)                                                                | elettronica CDI (anticipo variabile)                                                                |
| Trasmissione                                    | ingranaggi                                                                                          | ingranaggi                                                                                          | ingranaggi                                                                                          | ingranaggi                                                                                          | ingranaggi                                                                                          |
| Avviamento                                      | elettrico e a pedale                                                                                | elettrico e a pedale                                                                                | elettrico e a pedale                                                                                | elettrico e a pedale                                                                                | elettrico e a pedale                                                                                |
| Ciclistica                                      | | | | | |
| Telaio                                          | Tubolare in acciaio                                                                                 | Tubolare in acciaio                                                                                 | Tubolare in acciaio                                                                                 | Tubolare in acciaio                                                                                 | Tubolare in acciaio                                                                                 |
| Sospensioni                                     | Anteriore: Forcella monobraccio / Posteriore: Mono ammortizzatore                                   | Anteriore: Forcella monobraccio / Posteriore: Mono ammortizzatore                                   | Anteriore: Forcella monobraccio / Posteriore: Mono ammortizzatore                                   | Anteriore: Forcella monobraccio / Posteriore: Mono ammortizzatore                                   | Anteriore: Forcella monobraccio / Posteriore: Mono ammortizzatore                                   |
| Freni                                           | Anteriore: a disco da 200 mm / Posteriore: a tamburo da 110 mm                                      | Anteriore: a disco da 200 mm / Posteriore: a tamburo da 110 mm                                      | Anteriore: a disco da 200 mm / Posteriore: a tamburo da 110 mm                                      | Anteriore: a disco da 200 mm / Posteriore: a tamburo da 110 mm                                      | Anteriore: a disco da 200 mm / Posteriore: a tamburo da 110 mm                                      |
| Pneumatici                                      | anteriore: 100/80-10 su cerchi con canale da 2,5"; posteriore: 120/70-10 su cerchi con canale da 3" | anteriore: 100/80-10 su cerchi con canale da 2,5"; posteriore: 120/70-10 su cerchi con canale da 3" | anteriore: 100/80-10 su cerchi con canale da 2,5"; posteriore: 120/70-10 su cerchi con canale da 3" | anteriore: 100/80-10 su cerchi con canale da 2,5"; posteriore: 120/70-10 su cerchi con canale da 3" | anteriore: 100/80-10 su cerchi con canale da 2,5"; posteriore: 120/70-10 su cerchi con canale da 3" |
| Altro                                           | | | | | |
| Omologazione                                    | Euro I                                                                                              | Euro I                                                                                              | Euro I                                                                                              | Euro I                                                                                              | Euro I                                                                                              |
| Fonte dei dati:                                 | | | | | |